# Gerhard Trabert
Gerhard Trabert (Maguncia, Alemania Occidental, 3 de julio de 1956) es un profesor y médico de medicina general y de urgencias alemán. Enseña medicina social y psiquiatría social. Es fundador y primer presidente de la Asociación para la Pobreza y la Salud en Alemania.
Trabert fue candidato independiente apoyado por Die Linke en la elección presidencial de Alemania de 2022.

## Biografía
Gerhard Trabert nació en Maguncia en 1956. Estudió trabajo social de 1975 a 1979 en la Universidad de Ciencias Aplicadas de Wiesbaden con una licenciatura en pedagogía social. Después de completar sus estudios, Trabert trabajó en el servicio social del hospital. De 1983 a 1989, Trabert estudió medicina humana en la Universidad de Maguncia. Su tesis doctoral se tituló “Situación de salud y atención médica a personas sin hogar”.
Se formó para convertirse en médico general y de urgencias. Completó numerosas asignaciones en el extranjero, trabajando en la India, Bangladés y los Estados Unidos.
De 1999 a 2009, Trabert fue profesor de medicina y medicina social en la Universidad Georg-Simon-Ohm de Núremberg. En 2009 se convirtió en profesor de medicina social y psiquiatría social en la Universidad de Ciencias Aplicadas de RheinMain.
En 2004 recibió la Orden del Mérito de la República Federal de Alemania.
En 2013, Trabert creó Ambulance Without Borders en la ciudad de Maguncia para personas sin hogar y pacientes sin seguro. Los pacientes reciben tratamiento de forma gratuita.
Trabert se postuló al Bundestag por Die Linke en las elecciones federales de 2021, pero fue derrotado en la circunscripción electoral de Maguncia obteniendo un 12,7% de los votos.
En enero de 2022, Die Linke nominó a Trabert como su candidato para la elección presidencial el 13 de febrero de 2022. Trabert dijo que aunque no tenía ninguna posibilidad contra el titular Frank-Walter Steinmeier (SPD), quería usar su candidatura para señalar la pobreza e injusticia social en Alemania. Resultó derrotado al obtener el tercer lugar con un 6,52% de los votos electorales.